# XX:me
XX:me (gesprochen Kiss Me) ist eine 2018 gegründete japanische Popband.

## Geschichte
XX:me wurde im Jahr 2018 von den fünf Synchronsprecherinnen Haruka Tomatsu, Kana Ichinose, Nanami Yamashita, Saori Hayami und Shizuka Ishigami, die allesamt die weiblichen Hauptfiguren der Animeserie Darling in the Franxx sprechen, gegründet. Die Band sang alle Abspanntitel zu der Serie und veröffentlichte diese am 28. März 2018 als eine gemeinsame Singleauskopplung unter dem Titel Darling in the Franxx Ending Collection Vol. 1, die sich auf Platz 10 in den japanischen Singlecharts positionieren konnte und 17 Wochen lang dort blieb.

## Diskografie
- 2018: Darling in the Franxx Ending Collection, Vol. 1 (Single, Aniplex)
- 2018: Darling in the Franxx Ending Collection, Vol. 2 (Single, Aniplex)